# Роза Римбаева
Ро́за Куани́шевна Римба́ева (на казахски: Роза Қуанышқызы Рымбаева, 28 октомври 1957, станция Жангизтобе, СССР) е съветска и казахстанска поп певица (сопрано), киноактриса, телеводеща, педагог (професор).
Родена е в семейство на железничар с глас, покриващ 4 октави. В семейството са 8 деца. По-големият ѝ брат също става музикант. Римбаева завършва Факултета по музикално-драматична комедия на Театрално-художествения институт в Алма Ата през 1975 г.
Следващата година постъпва като солистка на Републиканския младежки поп ансамбъл „Гульдер“, а от 1979 г. е в поп ансамбъл „Арай“ със съпруга си Таскин Окапов (1948 – 1999). През този период тя постига най-голямата си популярност с участието си във финала на фестивала „Песня года“ и попадайки в десетката на най-добрите певици в СССР на хит-парада „Звуковая дорожка“. През 1978 г. е изпреварена само от Алла Пугачова и София Ротару.
Преподава в Казахската национална академия по изкуствата в Алмати от 1995 г.

## Хронология
- 1974, 1975 – първа премия на републикански самодеен конкурс;
- 1977 – „Гран-при“ от телевизионния конкурс „С песней по жизни“;
- 1977 – „Гран-при“ от фестивала „Златен Орфей“, България;
- 1977 – „Гран-при“ от Музикален фестивал в Сопот, Полша;
- 1983 – „Гран-при“ от фестивала „Гала-83“, Куба;
- 1986 – „Гран-при“, „Алтън микрофон“, Турция;
- 2005 – Инаугурация на Площада на Естрадните Звезди, Москва;
- 2007 – Юбилей „Роза Рымбаева 30 лет на сцене“;
- 2008 – Носи олимпийския факел на Пекинската Олимпиада;
- 2011 – Изпълява химн на VII Зимни Азиатски Игри, Казахстан;
- 2011 – Юбилей „Роза Рымбаева 35 лет на сцене“;
- 2012 – Концертно турне в Япония, Русия, Турция и Беларус;
- 2013 – Лице на Модна къща Imperial.

## Дискография
| Албум                                                                       | Година на издаване | Разпространение | Носител | Вид на албума |
| „Всесоюзный телевизионный конкурс молодых исполнителей „С песней по жизни““ | 1977               | СССР            | 2LP     | Сборен        |
| „Роза Рымбаева/Джо Дассен“,                                                 | 1979               | СССР            | EP      | Сборен        |
| „Поет Роза Рымбаева“,                                                       | 1980               | СССР            | EP      | Сборен        |
| „Кругозор № 3/1984“,                                                        | 1984               | СССР            | EP      | Сборен        |
| „Výlet do zlaté stepi“                                                      | 1984               | Чехословакия    | LP      | Солов         |
| „Ласковый дождь“,                                                           | 1983               | СССР            | LP      | Сборен        |
| „Роза Рымбаева и ансамбль „Арай“                                            | 1985               | СССР            | LP      | Сборен        |
| „Soviet Superhits“                                                          | 1986               | Финландия       | LP      | Сборен        |
| „С тобою, музыка“                                                           | 1986               | СССР            | LP      | Сборен        |
| „Т.Кажгалиев. „Мечта“                                                       | 1987               | СССР            | LP      | Сборен        |
| „Фестиваль „Голос Азии“                                                     | 1991               | СССР            | LP      | Сборен        |
| „Ademi-au“                                                                  | 2003               | Казахстан       | CD      | Солов         |
| „Роза Рымбаева“                                                             | 2005               | Русия           | CD      | Солов         |
| „Сенімен біргемін“                                                          | 2006               | Казахстан       | CD      | Солов         |
| „Союз нерушимый (Песни и танцы народов СССР)“                               | 2007               | Русия           | 5CD     | Сборен        |
| „Вечная весна“                                                              | 2009               | Казахстан       | CD      | Солов         |
| „Жерiм жанаттым“                                                            | 2010               | Казахстан       | CD      | Солов         |

## Филмография
- 1976 – „Первая песня“, студия „Казахтелефильм“,  СССР.
- 1982 – „До свидания, Медео“\"Revue na zakázku"[3],  СССР /  Чехословакия.

## Награди
Лауреатка е на Наградата на Ленинския комсомол (1976, 1981), Държавната награда на Република Казахстан (2004), Специалната награда на президента на Беларус (2018), Голямата награда на „Златният Орфей“ (1977) и други фестивални награди.
Носителка е на почетните звания:
- „Герой на труда“ на Казахстан (2019),
- „Народен артист“ на Казахска ССР (1986),
- „Заслужил артист“ на Казахстан (1979) и на Узбекистан (1994),
- „Заслужил деятел на културата“ на Киргизстан (1994),
- „Почетен професор“ на Казахския национален университет по изкуствата в Астана (2019),
- „Почетен гражданин“ на Алмати (2020) и на Източноказахстанска област (2020).

Римбаева е удостоена с редица ордени, медали и други награди в Казахстан и чужбина.